# Copa CONMEBOL
La Copa Conmebol va ser una competició de futbol disputada a Sud-amèrica als anys 90. Fou una mena d'equivalent de la Copa de la UEFA europea a Amèrica del Sud, on prengueren part aquells clubs que no disputaven la Copa Libertadores de América.
La disputaven 16 equips en eliminatòries directes d'anada i tornada. L'any 1999 desaparegué, essent reemplaçada per la Copa Mercosur i la Copa Merconorte.

## Campions
| Any  | Campió             | Finalista                |
| 1992 | Atlético Mineiro   | Club Olimpia             |
| 1993 | Botafogo FR        | CA Peñarol               |
| 1994 | São Paulo FC       | CA Peñarol               |
| 1995 | CA Rosario Central | Atlético Mineiro         |
| 1996 | CA Lanús           | Independiente Santa Fe   |
| 1997 | Atlético Mineiro   | CA Lanús                 |
| 1998 | Santos FC          | CA Rosario Central       |
| 1999 | CA Talleres        | Centro Sportivo Alagoano |